# 小田原急行鉄道101形電車
小田原急行鉄道101形電車（おだわらきゅうこうてつどう101がたでんしゃ）は、かつて小田原急行鉄道（当時）・東京急行電鉄（大東急）・小田急電鉄で使用されていた電車である。
1927年4月1日の小田原急行鉄道（当時）の開業時に、新宿駅 - 小田原駅間の郊外区間用車両として、1926年から1927年にかけて日本車輌製造にてモハニ101形が12両製造された。同年中には藤永田造船所製のモハ121形と、車内が異なるモハニ131形が各3両ずつ増備されている。後年、手荷物室を客室とした上で、それぞれモハ101形・モハ121形・モハ131形に変更された。
1942年に東急に合併すると同時に、3形式とも東急デハ1200形に形式が変更され、戦後に小田急として分離独立後も東急時代に付番された車両番号を継承した。1950年代に更新修繕を受けたが、車両の大型化のために主電動機（モーター）を4000形に提供することになり、1968年までに全車両が廃車となった。
本項では、増備車として製造された小田原急行鉄道121形電車と小田原急行鉄道131形電車についても記す。また、以下単に「小田急」と表記した場合は小田原急行鉄道および小田急電鉄をさすものとする。

## 概要
1927年4月1日の小田原急行鉄道（当時）の開業時に、新宿駅 - 小田原駅間の郊外区間用車両として、1927年に日本車輌製造で101形が12両製造された。また、同年中には藤永田造船所製で車内が異なる121形と131形が各3両ずつ増備されている。
各形式の車号と製造年月は以下の通り。
- 101形：101-112（1927年3月）
- 121形：121-123（1927年9月）
- 131形：131-133（1927年9月）

1923年5月21日の称号改正により、101形モハニ101-112、121形モハ121-123、131形モハニ131-133となり、1920年には131形の手荷物室を客室に改造して131形モハ131-133となり、1941年頃には101形も手荷物室を客室に改造して101形モハ101-112となっている。
1941年に小田原急行電鉄から改称した小田急電鉄が1942年に東京横浜電鉄、京浜電気鉄道に合併して東京急行電鉄となったことに伴い、3形式とも東急デハ1200形デハ1201-1218に形式・番号が変更され、1948年に小田急電鉄として分離独立後もこの形式・番号を継承した。1950年代に更新修繕を実施したが、車両の大型化のために主電動機を4000形に転用することになり、1967年から1968年にかけて廃車となった。

## 車両概説

### 車体

#### 101形
車体長は15240mm、幅2615mm、両運転台の半鋼製車体で、窓扉配置はd1(1)D3×3D(1)1dで、乗降扉は幅915mmの片開きの手動扉を片側2箇所配置しており、同時に導入された1形と車体の基本形状や窓高さ、正面の形態などは同一であったが、車体長が1016mm長く、床面高が39mm高くなっているほか、当初より乗務員室の両側に乗務員扉が設置されていた。側面窓は幅735mm、高さ810mmの下降窓（落とし窓）で、日除けとしてよろい戸が装備されていた。また、トイレ部の窓および戸袋窓には磨りガラスが使用されたほか、手荷物室・トイレ部分の戸袋窓は楕円形であった。
正面は丸みを帯びた非貫通で、側面窓と同じ幅735mm、高さ810mmの窓を3枚配置したものとなっており、これは近郊区間用乙号車の1形と同様のスタイルであった。
屋根上の前後2箇所には集電装置台があり、そのうち101-107は新宿側に、108-112は小田原側に三菱電機製S-514Aパンタグラフが装備されていた。集電装置台の間にはガーランド式ベンチレーターが2列に配置され、その間には歩み板が設置されていたほか、車体上部に雨樋が設置されていなかった。

#### 121形・131形

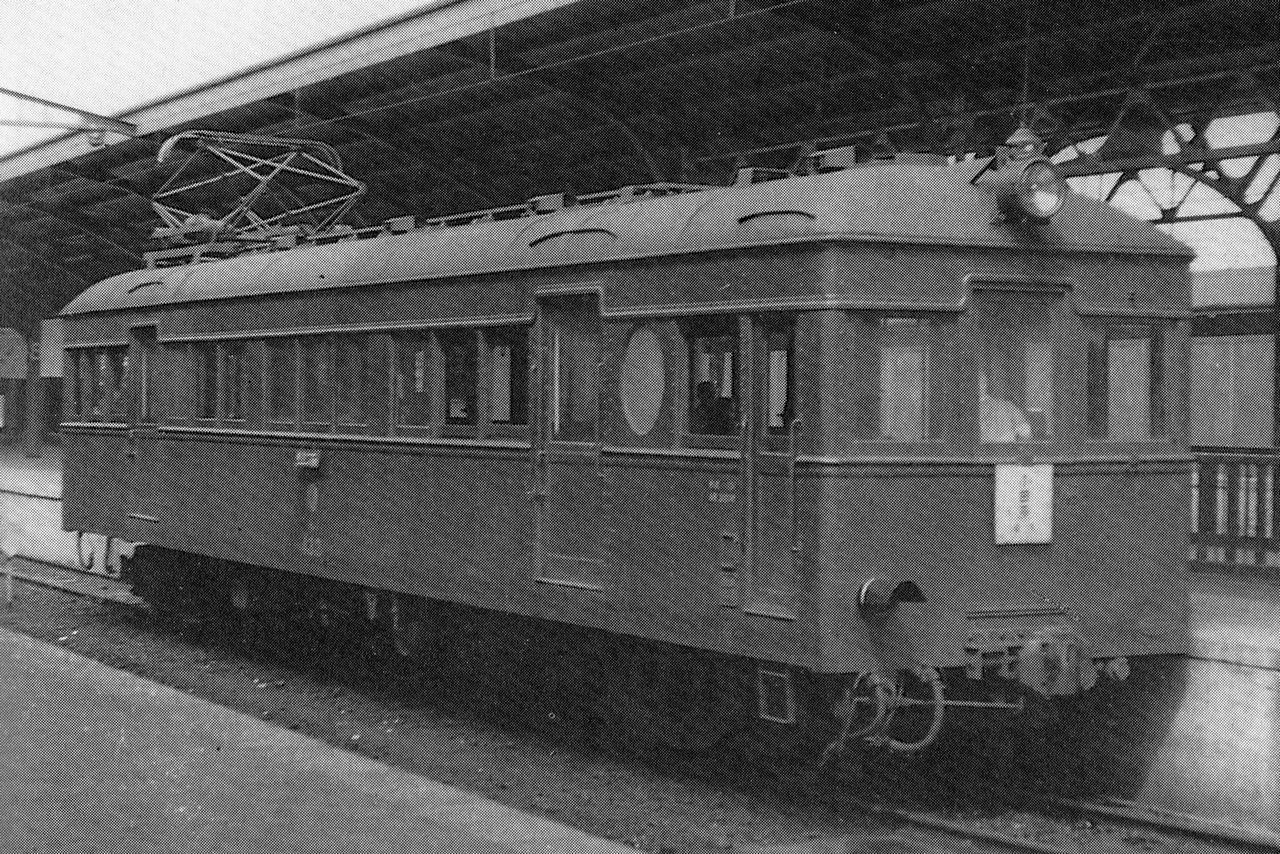
正面がフラットになった131形、貫通扉付の小田原側正面（1937年9月）

車体長・幅や側面の窓・扉の寸法や配置などは101形と同一の半鋼製車体であるが、正面が丸みを帯びておらずフラットになっている点と、乗務員扉が運転室左側には設置されていない点、小田原側の正面に貫通扉が設置されている点、121形にはトイレと荷物室がないため、楕円形の戸袋窓も設置されていない点が101形との相違点であり、窓扉配置は2(1)D3×3D(1)1dとなっている。 また、新宿側の正面は非貫通3枚窓であったほか、小田原側の貫通扉は正面外板と面一になっていることが特徴であった。
屋根上の配置も101形と同様で、集電装置台は前後2箇所に設置され、そのうちの新宿側にS-514Aパンタグラフが装備されていた。

### 車内
101形では新宿側の運転室と乗降扉の間が、131形では小田原側の運転室と乗降扉の間が手荷物室となっており、さらにその中にトイレが設置され、荷物室天井内に水タンクが設置されていた。121形にはトイレ・手荷物室は設置されていない。
車内内壁、扉脇の座席の袖仕切などは木製ニス塗り、天井は木製白色塗装、床は木製の床油引きで、金具類は荷棚受、吊手棒受などが真鍮製、扉の取手などが砲金製であった。室内灯は白熱灯で、客室内には白色のグローブが天井中央に1列配置されて、101・131形では4基、121形では5基設置され、それぞれに常用2灯が組込まれ、うち3基には予備1灯も組込まれていたほか、荷物室との仕切壁上部には白色の球型片持灯が1基、荷物室内に白色の球型灯が1基設置されており、それぞれ常用1灯が組込まれていた。
座席は101形・121形では乗降扉の車端側にロングシートを、乗降扉間には中央部にクロスシートを4ボックス、その前後にロングシートを配しており、131形では扉間も全てロングシートとなった。座席のモケットは紺色で、クロスシート部は幅890mm、座面奥行400mm、シートピッチ1394mm、ロングシート部は座面奥行は440mm、背摺を含む奥行は510mmであった。
101形の運転台は中央に、121形と131形の運転台は左側にあり、いずれも客室・手荷物室とは真鍮製のパイプ（H形ポール）で区分されていた。

### 主要機器
主要機器は101・121・131形とも同一のものを搭載しており、151形とも同一で、1形や後の201形とも共通のものが多く使用されている。
主電動機は定格出力93.3kW（125HP（英馬力））の三菱電機製MB-146-Aを4基搭載し、駆動装置の歯数比は59:24=2.46となっており、151形も同仕様であった。
制御装置は三菱電機がウェスティングハウス・エレクトリックとの技術提携によって導入した電空単位スイッチ式の間接非自動制御装置であるHL形制御方式であり、制御段数は直列5段、並列4段で弱界磁段はなかった。制動装置も同じく三菱電機製で、201形はAMM-C、501・551形はAMC-C自動空気ブレーキと手ブレーキ装置を装備し、DH-25電動空気圧縮機を搭載しており、101-151形と201・501・551形とで最大4両編成程度での総括制御が可能なシステムとなっている。 
台車は1形および151形と同じく住友金属工業製のイコライザー式鋳鋼台車であるKS-30-Lを使用した。

## 沿革

### 創業期
開業時の小田原急行鉄道では、新宿 - 稲田登戸（現向ヶ丘遊園）間をサバー区間として片側3扉、ロングシートの1形を使用し、新宿 - 小田原間をインター区間として片側2もしくは3扉、セミクロスシートもしくはロングシートの101形を使用しており、前者を乙号車、後者を甲号車と呼称していた。
開業当初は稲田登戸 - 座間（現相武台前）間、海老名国分 - 伊勢原間、大根 - 大秦野間、渋沢 - 足柄間の計52.0kmが単線、これ以外の区間が複線であったが、1927年10月15日の全線複線化に合わせて9月には甲号車として121形・131形が増備された。また、その後1929年4月1日の江ノ島線の開業に合わせて同年3月には201形と、車両増結のための制御車である501・551形が導入された。
1927年4月1日の小田原線開業時点における運行は以下の通り。
- 甲号車
  - 直通（小田原）：45分間隔、所要143分、停車駅は新宿、経堂、稲田登戸 - 小田原間の各駅
- 乙号車
  - 新宿 - 稲田登戸:10分間隔、所要36分
  - 新宿 - 経堂：5分間隔、所要19分

しかし、6月には需要に合わせて運行間隔の見直しが行われ、直通列車は90分間隔、新宿 - 稲田登戸間は8-15分間隔、新宿 - 経堂間は5-10分間隔に修正され、その後全線複線化に合わせて新宿 - 小田原間所要105分、60分間隔の急行の運転が開始され、直通列車も所要116分1時間間隔の運転となったが、さらにその後も運行は整理され、江ノ島線開業当時の甲号車の運用は新宿 - 小田原間の直通列車（基本60分間隔）および急行（所要100分）、新宿 - 片瀬江ノ島間の直通列車（基本60分間隔、所要93分）および不定期急行（3往復、所要80分）であった。
当時の小田急の輸送需要は低調で、どの列車も単行か2両編成程度で運行されており、3-4両編成は団体輸送以外では珍しい状況であった。このため、夏期以外にはほとんど使用されることもなく車庫に留置されている状態が続いたが、一方で、夏期の海水浴輸送には旅客需要が増大し、在籍車両を総動員してこれをさばいたという。
1937年9月1日改正における甲号車での定期列車と停車駅は以下の通りで、これ以外に区間列車や夏季運転の新宿 - 片瀬江ノ島間の不定期急行が運転されていた。
- 週末温泉列車：新宿、小田原
- 急行：新宿、稲田登戸、新原町田、士官学校前、相模厚木、伊勢原、鶴巻温泉、大秦野、新松田、小田原[注釈 6]
- 直通（小田原）：新宿、下北沢、経堂、稲田多摩川 - 小田原間の各駅
- 直通（江ノ島）：新宿、下北沢、経堂 - 稲田登戸間の各駅、新原町田 - 片瀬江ノ島間の各駅

また、同ダイヤにおける上記列車の運転本数および所要時間は以下の通り。
- 週末温泉列車：土曜日下り1本、所要90分
- 急行：定期2本、不定期2本、日曜日上り1本、所要93分
- 直通（小田原）：1時間間隔、所要112分
- 直通（江ノ島）：1時間間隔、所要86分

創業期における改造履歴は以下の通り。
- 1930年5月：131形のトイレ・手荷物室を撤去して客室とする改造が行なわれた[6]が、この部分の楕円形の窓はその後しばらくそのままであった[19]。101形・131形の手荷物室は、旅客と手荷物の同時輸送に対応するためであった[20]が、実際にはほとんど需要がなかった[20]ためであり、1929年以降に導入された車両においても手荷物室の設置は省略された[20]。
- 1936年以降：運転室を片隅式運転室への改造を行い、101形では改造後すぐに運転室直後の客室窓を500mmに縮めて運転室の前後寸法を確保した[3]。121形・131形ではそのまま片隅式運転室にしたが、乗務員には狭く不評であった[3]。
- 1941-42年：旅客需要の増大に対応して、1941年に101形のクロスシートをロングシートに改造するとともに手荷物室の客室化が行なわれ（旧荷物室部分には座席は設置されていない）、1942年には121形のクロスシートをロングシートに改造した[21]。

#### 週末温泉列車
1935年6月1日より新宿 - 小田原間無停車、週末温泉列車の運行が開始され、同年10月1日には箱根登山鉄道（現・小田急箱根）鉄道線の小田原 - 箱根湯本間が開業している。この週末温泉列車は土曜日13:55新宿発 - 15:25小田原着で所要90分であり、1937年9月からは土曜日15:05新宿発 - 15:25小田原着で、いずれも上り列車は設定されていなかった。
この列車は最大4両編成・200名の定員制で、通常は101・121形のセミクロスシート車が主に使用されて1-2両編成での運転が多かったが、501形などを含む4両編成で運転されることもあった。

### 東京急行電鉄
1942年には東急に合併したことから形式が東急デハ1200形に変更され、全車両が改番された。改番後の番号は、旧101形がデハ1201からデハ1212まで、旧121形がデハ1213からデハ1215まで、旧131形がデハ1216からデハ1218までのそれぞれ連番となっている。
小田原線・江ノ島線では戦災による車両への大きな被害はなく、デハ1200形では空襲による損傷はなかった。
終戦後の1947年9月1日ダイヤ改正での運用状況は以下の通り。
- 新宿 - 小田原：HB車もしくは1600形、McTcMcの3両編成×6運用
- 新宿 - 片瀬江ノ島：HB車もしくは1600形、McTcMcの3両編成×5運用
- 新原町田/大秦野 - 小田原：HB車もしくは1600形、McTcもしくはMcMcの3両編成×4運用
- 新原町田 - 片瀬江ノ島：HB車もしくは1600形、Mc1両×3運用
- 藤沢 - 片瀬江ノ島：デハ1150形、McMcの2両編成×6運用
- 新宿 - 稲田登戸：1800形、McTcの2両編成×6運用
- 新宿 - 成城学園前：デハ1150形もしくはHB車、McMcの2両編成×2運用と、HB車、McTcの2両編成×3両
- 進駐軍専用もしくは予備：デハ1150形、Mc1両×3運用
- 予備：HB車、McTcMcの3両編成

また1947年8月1日時点でのデハ1200形の不完全車両は以下の通りであった。
- 主電動機取外、電動空気圧縮機・電動発電機不良：デハ1217

東京急行電鉄における改造履歴は以下の通り。
- 時期不明：デハ1217に乗務員室左側に乗務員扉が設置されたが、乗務員室内の機器の関係で使用できず締切となり[3]、扉の上からウィンドウ・シルを巻くような状態になった[3]。
- 1946年：モハ101形のトイレを撤去[注釈 8]、なお、撤去した箇所には座席は設置されなかった[28]。

#### 井の頭線への貸出
1945年5月25日深夜の空襲により、井の頭線の永福町車庫に留置されていた29両中23両が焼失するという壊滅的な被害を受けたことを受け、応援として同年6月末からしばらくの間、デハ1206などの車両が代田連絡線を経由して井の頭線に貸し出された、1946年1月1日時点ではデハ1350形3両、クハ1450形3両、クハ1650形1両とともに、デハ1206・1213・1214が井の頭線に配置されていたが、1948年6月1日時点ではデハ1350形のみとなり、デハ1200形は全車戻されている。

### 小田急電鉄
1948年に小田急電鉄として分離独立したことに伴い1950年に称号改正が行なわれたが、デハ1200形は形式はデハ1200形のままとなり、全車両とも同番号とされた。
1950年8月1日より小田急電鉄車両の箱根登山鉄道鉄道線への乗入れが開始され、当初は1910形、1900形、1600形の2-3両編成が主に使用され、その後1600形4両編成による運転も行われていたが、1953年から短期間のみHB車が箱根登山鉄道鉄道線への乗入れに使用されている。乗入れに際しては、入生田駅発車後すぐの38-40パーミル区間で直列最終段まで進段できず主抵抗器が抜けない可能性があったため予め試運転が行われ、その結果デハ2両とクハ1両の3両編成のみが乗入れることとなった。
1959年時点でのHB車の運用は以下の通り。
- 運用番号1-11：HB車（デハ1200-1400形、クハ1350・1450形）3両編成×11運用
- 運用番号16-17：HB車（デハ1200-1400形、クハ1350・1450形）4両編成×2運用
- 運用番号60-63：HB車（デハ1300形）増結用×4運用

小田急電鉄となってからの改造履歴は以下の通り。
- 時期不明：車体上部に雨樋を設置し、乗降扉上部の水切を撤去[33]。
- 時期不明：旧101形の1201-1212のトイレ・手荷物室を撤去した箇所に座席を設置し、座席定員を48人から54人に変更[34]。
- 1949年以降：容量2kWの電動発電機 (MG) を搭載して[35]、主制御器をHL制御の制御回路の電源を低圧電源 (100V) に変更したHB形制御方式に改造[21]し、また、この低圧制御電源を使用する戸閉回路を新設して乗降扉にドアエンジンを設置[3]。
- 時期不明：従来乗務員室扉が設置されていなかった旧121・131形の1213-1218の乗務員室の運転席側のうち、新宿側乗務員室にのみ乗務員室扉を設置[36]。
- 1952年：HB車の性能改善工事に関連して[37]、1200形の台車を基礎ブレーキが片押式のKS-30-Lから、クハ1450形が使用していた両抱式のKS-31-Lに交換し、クハ1450形の台車は1200形が使用していたKS-30-Lに交換[3]。

1956年7月からは本格的な更新修繕を東急車輛製造において開始し、翌1957年までに終了した。前面をフラットにした上で貫通扉を設置、片運転台化改造が行なわれた。また、扉の幅も914mmから1,100mm幅に変更され、扉自体も木製から金属プレス製に変更された。室内灯も白熱灯から直流蛍光灯に変更された。この結果、18両全車両が同じ形態となり、デハ1400形とほぼ同様の形状になった。この時に奇数番号の車両が新宿向き、偶数番号の車両が小田原向きとなり、2両編成で運用されることになった。
この更新改造の内容は以下の通りであった。なお、本形式の前に実施されたデハ1400形、クハ1450形の改造内容と概略は同一であるが、一部項目が追加されている。
- 片運転台化改造が行なわれ、奇数番号の車両を新宿向き、偶数番号の車両を小田原向きとして2両固定編成とした。
- 旧121・131形の1213-1218の乗務員室の奥行きを790mmから、旧101形の1201-1212と同じ909.5mmに変更、これに合わせて乗務員室直後の窓の幅を500mmに変更。
- 旧101形の1201-1212の両妻面をフラットとし、各車の乗務員室側前面に貫通扉を設置。なお、この際に旧121・131形の偶数番号の車両の小田原側前面の貫通扉も原形の面一のものから通常の扉に変更。
- 連結面側は貫通路とし、偶数号車には引戸式の貫通扉を設置、奇数号車は扉なしとして、両車間を貫通幌を設置。
- 乗降扉の幅を914mmから1100mm幅に拡大、扉自体も木製からプレス加工の鋼板製に変更。このため側面窓が2つ減少して窓扉配置はd2D232D3となった。
- 車体裾部の外板貼替を行い、この部分のリベットがなくなった。
- ウインドウシルの下側のものを型帯から平板に変更、この部分のリベットがなくなった。
- 前面の標識灯を車体下部左右から前面窓上左右に移設。
- 室内灯を白熱灯から直流蛍光灯に変更。
- 上記により、定員は113人（座席50人）、自重は34.00tとなった。

その後も時代に合わせた改造が実施されており、更新改造以降の改造履歴は以下の通り。
- 時期不明：正面貫通扉を電照式行先表示器を設置した鋼製のものに交換[39]、蝶番を車掌台側から運転席側として扉の開く向きを変更。正面窓上左右の標識灯を通過表示灯（白）と尾灯（赤）兼用のものに交換[39]。
- 1962年頃：室内放送装置設置[40]。
- 1963-64年頃：室内に扇風機を取付[41]。
- 時期不明：パンタグラフを新型のPT42に交換[39]。

#### 廃車
更新修繕を受けてからは主にローカル区間の各駅停車などに使用されていたが、1960年代以降の通勤輸送激化の中では、これらの2扉や3扉の小型・中型車両は使いづらいものとなってきたほか、 OM-ATS および列車無線設置も困難であった 。このため、1400形とともに主電動機を新しく製造される大型通勤車両である4000形に提供することになり、1200形は1967年から1968年までに全車両が廃車となり、両形式の主電動機は1966年製の4001×3から1969年製の4017×3までに使用され、4008×3までは当初はブレーキ装置も本形式のM-24Cブレーキ弁を改造したME-24Cを使用したAMMR-Lであったほか、電動空気圧縮機もDH-25が使用されていた。各車の廃車年は以下の通り。
- 1967年：1201-1202・1207-1208・1215-1216
- 1968年：1203-1206・1209-1214・1217-1218

### 歴史
- 1927年（昭和2年）4月 - 小田原急行鉄道101形12両、日本車輌製造にて製造される。
- 1927年（昭和2年）10月 - 小田原急行鉄道121・121形各3両、藤永田造船所にて製造される。
- 1942年（昭和17年）5月 - 小田急電鉄が東京横浜電鉄等と合併し、「東急1200形」となる。
- 1948年（昭和23年） - 大東急解散に伴い、「小田急電鉄1200形」となる。
- 1956年（昭和31年） - 車体修繕を東急車輛製造にて実施。
- 1968年（昭和43年） - 全車両の運行を終了。

## 譲渡
越後交通と岳南鉄道に各2両ずつ譲渡された。前述のように、主電動機を4000形に流用したため、車体や台車、主制御器などのみが譲渡されている。

### 越後交通
越後交通にはデハ1400形2両とクハ1450形6両とともにデハ1200形2両が譲渡され、モハ1400形として1969年から長岡線で使用された。長岡線は1972年以降、順次旅客営業廃止や部分廃止が進み、1975年3月31日に旅客営業が廃止されたため、1975年に全車が廃車された。譲渡後の形式・車番と小田急車番は以下の通り。
- モハ1400形
  - モハ1403（旧1209）
  - モハ1404（旧1210）

### 岳南鉄道
岳南鉄道にはクハ1350形1両、クハ1450形1両とともにデハ1200形2両が譲渡され、1967年からクハ2103・2105として使用されたが、1976年に廃車となっている。譲渡後の形式・車番と小田急車番は以下の通り。
- クハ2103（旧1215）
- クハ2105（旧1216）